# مارسلو سالاس
خوسه مارسلو سالاس ملینائو (اسپانیایی: José Marcelo Salas Melinao‎؛ زاده ۲۴ دسامبر ۱۹۷۴) بازیکن فوتبال اهل شیلی است.

## باشگاهی
از باشگاه‌هایی که در آن بازی کرده‌است می‌توان به یونیورسیداد، ریور پلاته، لاتزیو، یوونتوس اشاره کرد.

## تیم ملی
وی همچنین در تیم ملی فوتبال شیلی بازی کرده‌است.